# 伊尼亚齐奥·丹蒂
伊尼亚齐奥·丹蒂（義大利語：Ignazio Danti，1536年4月—1586年10月19日），文艺复兴时期的欧洲数学家之一，对1582年的历法改革做出了杰出贡献。他同时也是一位著名的地理学家，曾经被教皇格列高利十三世任命为罗马教廷的宇宙志学者。

## 扩展阅读

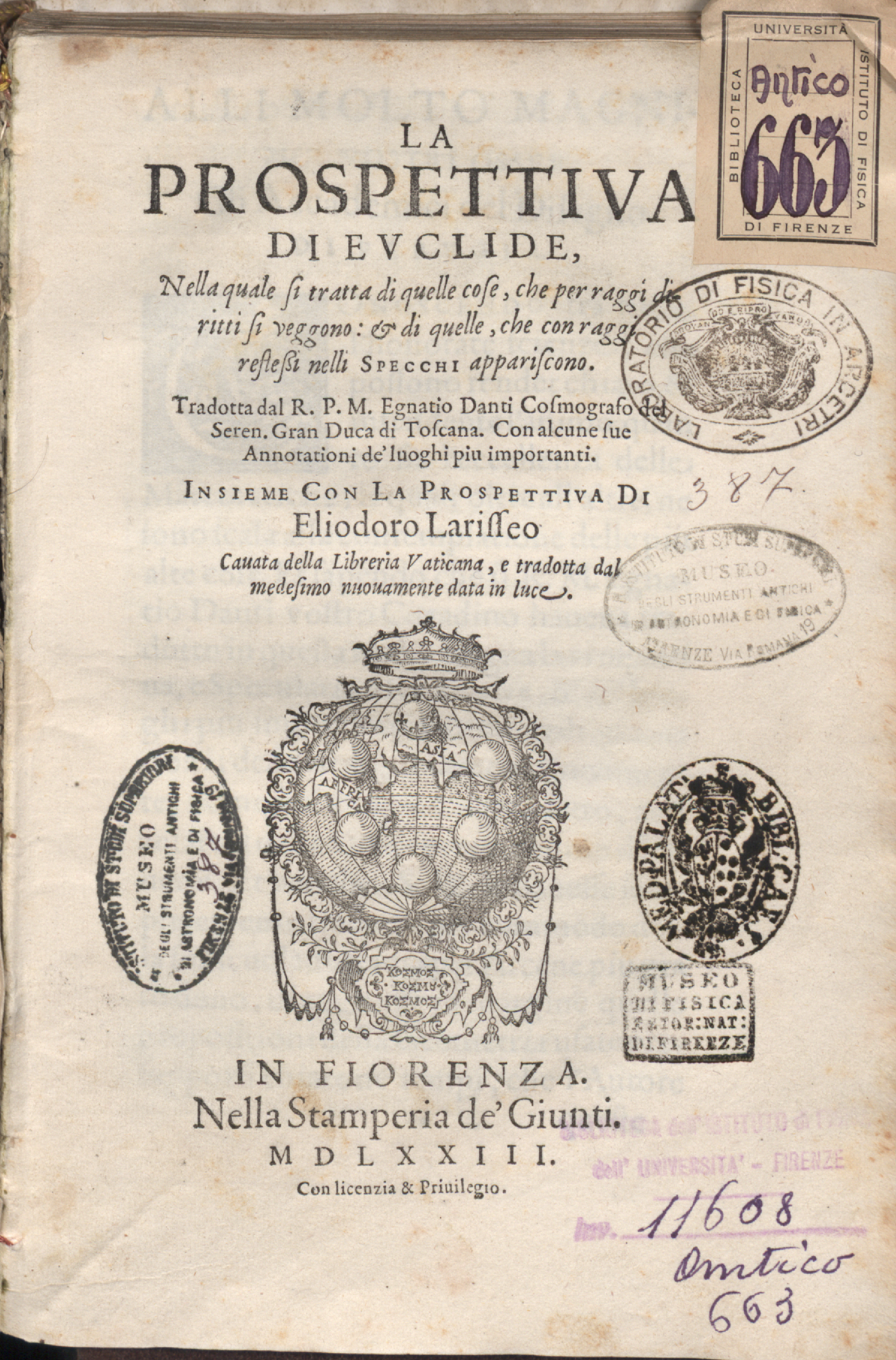
Euclides, Optica, tradotta dal R.P.M. Egnatio Danti

- Egnatio Danti, Les deux règles de la perspective pratique de Vignole, 1583, Pascal Dubourg Glatigny, Paris, 2003, ISBN 2-271-06105-9.
- Ignazio Danti （页面存档备份，存于） at the Catholic Encyclopedia
- 約翰·J·奧康納; 埃德蒙·F·羅伯遜, ,  （英语）